# Dešilovo
Dešilovo (cyr. Дешилово) – wieś w Serbii, w okręgu niszawskim, w gminie Merošina. W 2011 roku liczyła 366 mieszkańców.